# Isla Ibicuy
Se denomina isla Ibicuy a un territorio insular que se encontraba en lo que hoy es la provincia de Entre Ríos (centro-este de la Argentina) y rodeada por un mar desaparecido, el llamado mar querandinense, cuerpo marino del pasado que se formó en el centro-este del Cono Sur de América del Sur durante una transgresión marina del Holoceno.

## Generalidades
Durante el Holoceno ocurrió una importante y última elevación del nivel marino que produjo el avance de las aguas del actual sector norte del mar Argentino sobre los territorios que hoy ocupan el Río de la Plata y la totalidad del río Paraná inferior y su delta homónimo. 
El proceso transgresivo se inició entre 18 y 20 mil años AP; alcanzó su máxima expansión hace 6 mil años AP, a partir de ese momento las aguas comenzaron a bajar su nivel.
Solo un actual sector emergido se salvó de ser sepultado por las aguas marinas, son los extensos medanales (de arenas blanco-amarillentas) que se observan en la zona denominada “el alto del Ibicuy” (entre Holt, Puerto Perazzo y la estancia La Mazzaruca que fue ocupada por un enorme emprendimiento arrocero), los que durante parte del periodo constituyeron una isla, denominada isla Ibicuy. Esta isla estaba contorneada por cordones medanosos alargados, orientados según la tendencia que producían los vientos dominantes del cuadrante sudeste. 
La isla Ibicuy poseía una superficie aproximada de unas 11000 ha, y estaba alejada de las costas continentales más próximas por alrededor de 20 km de aguas de mar, y posteriormente, al descender nuevamente las aguas, la isla quedó rodeada por planicies de mareas. Este descenso se debió a la entrada de un periodo climático dominantemente árido (con algunos momentos de fluctuaciones húmedas) y con tendencia general a un enfriamiento.
Ocupación humana de su superficie
El territorio que luego quedaría desprendido del continente había sido asiento de comunidades de paleoindígenas. Al quedar aislado por la suba del nivel marino se teoriza sobre su posible utilización humana durante el Holoceno medio, especulándose con escenarios de abandono de la misma, su explotación ocasional, o en su defecto, de ocupaciones más o menos permanentes.